# Gonomyia xanthophleps
Gonomyia xanthophleps är en tvåvingeart som beskrevs av Alexander 1962. Gonomyia xanthophleps ingår i släktet Gonomyia och familjen småharkrankar. Inga underarter finns listade i Catalogue of Life.